# Congress Theater

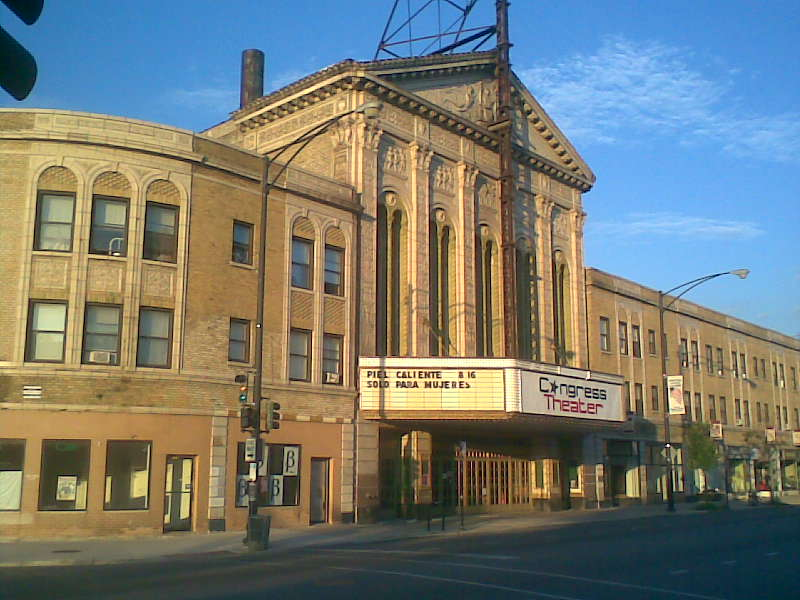
Le Congress Theater en 2008.

Le Congress Theater à Chicago, a été construit par Fridstein and Company en 1926 pour la chaîne de salles de cinéma Bubliner and Trinz. Il est un exemple architectural dans le style palais de cinéma. Il dispose d'ornements extérieurs et d'aménagements intérieurs, une combinaison du néoclassicisme et de la Renaissance italienne. 
Le théâtre peut accueillir plus de 2900 spectateurs. Il est utilisé pour des concerts et lives acoustiques.
Il est situé au 2117-2139 sur North Milwaukee Avenue et a été désigné Chicago Landmark le 10 juillet 2002 par la ville de Chicago. En août 2008, le groupe Pop rock Paramore a enregistré un live intitulé The Final Riot! et est sorti en novembre 2008.
En 2022, la mairie de Chicago proposait une subvention de 20 millions de dollars pour la rénovation du lieu, fermé en 2013.